# Apollon Patras BC
Apollon je grčki košarkaški klub iz Patrasa. Dio je atletskog društva AS Apollon. Osnovan je 1947. godine.
Nadimci ovog kluba su Melanolefkoi (crno-bijeli) i Apollonara. Utakmice igra u dvorani Apollon Indoor Hall, poznatoj također kao Perivola Indoor Hall te u Patras Areni.
Prvoligaši su bili ovih sezona: 1972., 1974., 1977., 1978., 1980., 1981., 1982., 1983., 1984., 1985., 1986., 1987., 1988., 1989., 1990., 1991., 1993., 1994., 1995., 1996., 1997., 1998., 1999., 2004., 2005., 2006., 2007. Jednom su došli do finala grčko kupa, kad su izgubili od atenskog Olympiakosa, koji je te sezone osvojio trostruku krunu.

## Uspjesi
- finalisti grčkog kupa 1997.
- prvaci grčke 2. lige 1992. i 2003.
- prvaci grčke 2. divizije 1976. i 1979.
- prvaci lokalnog prvenstva Aheje: 1956., 1958., 1971., 1973.[1]

## Poznati igrači
- Christos Myriounis
- Giannis Milonas
- Alan Gregov

## Poznati treneri
- Ivica Burić

## Vanjske poveznice
- Službene stranice